# Amr ibn Ma'adi Yakrib
Amr ibn Ma'adi Yakrib al-Zubaïdi al-Madḥ'hijī (arabe : عمرو بن معد يكرب الزبيدي المذحجي) (mort vers 642) est un commandant de cavalerie arabe du clan Zubaid au Yémen, qui faisait partie de la confédération de la tribu Madhhij. Amr s'est fait une réputation de guerrier légendaire en Arabie, qui se serait engagé dans de nombreuses batailles contre d'autres figures légendaires telles qu'Amir ibn Tufail, Antarah ibn Shaddad et Dorayd bin Al Soma. Amr était également connu comme une figure importante de la poésie arabe. Werner Daum a noté qu'Amr était le plus célèbre et le plus légendaire des héros arabes.
Amr s'est converti à l'islam à l'époque de Mahomet et est devenu avec Tulayha l'un des deux champions loués par les Califes. Il a participé aux grandes batailles de l'Islam, comme la bataille du Yarmuk et la bataille d'al-Qadisiyyah, où il est rapporté qu'Amr était l'un des plus féroces contre les éléphants des Sassanides. Il participa également à la bataille de Jalula, où il dirigea la cavalerie. Plus tard, il participe à la conquête musulmane du Khorasan. Il fut tué lors de la bataille de Nahavand en 642.
Amr avait plusieurs épées de légendes dans la poésie arabe ultérieure, en particulier pendant le califat abbasside, Dhu al-Nun, al-Qalzam et ash-Shamsharah. Son épée la plus célèbre était as-Sayf al-Qala'i, ou "al-Samsarah".
Les tribus arabes, principalement en Irak, en particulier les sous-branches de Zubaid telles que Jubur, Obaid et Al Uqaydat, prétendent être des descendants patrilinéaires directs d'Amr ibn Ma'adi Yakrib.

## Biographie

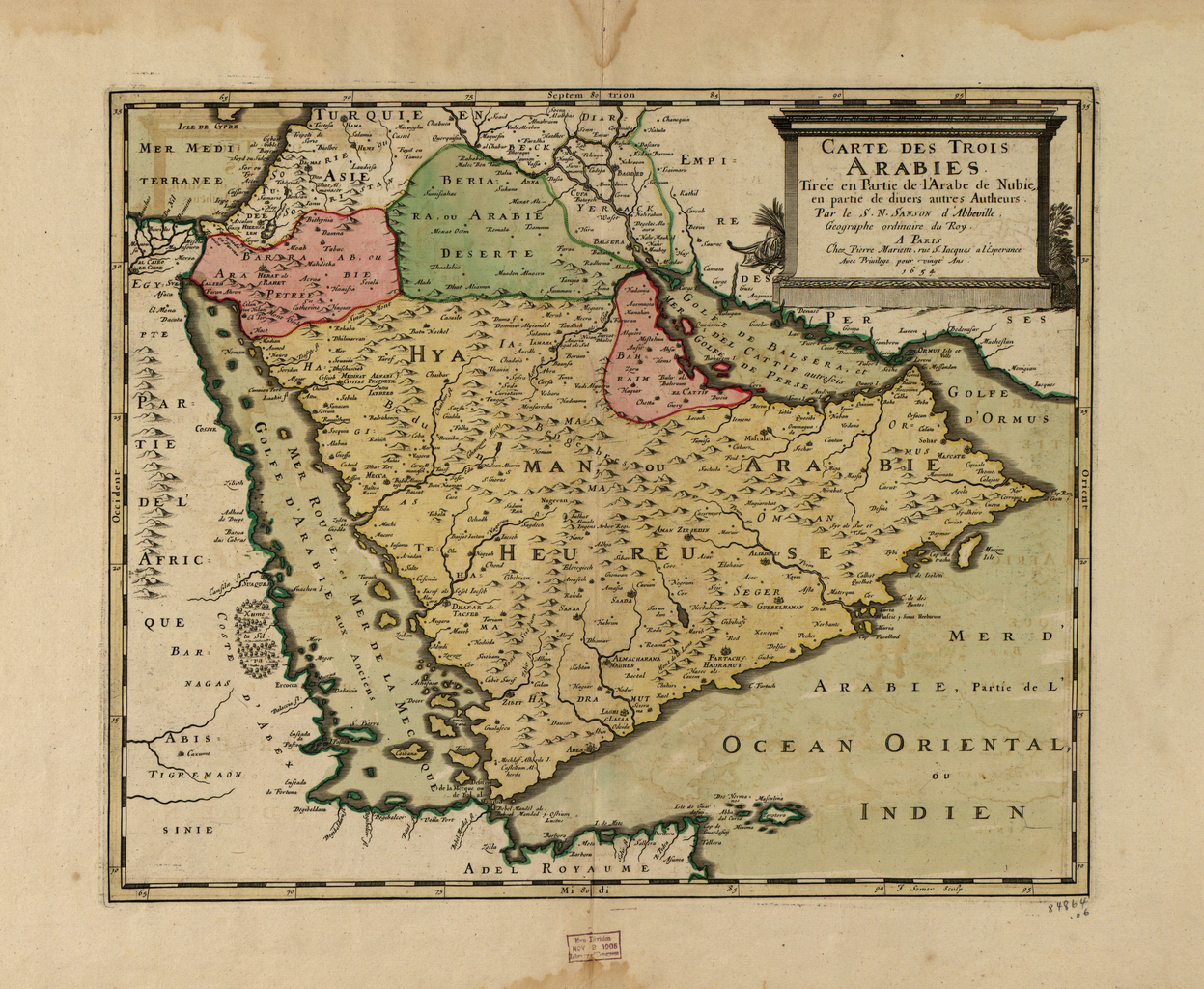
Le Grand Yémen ou Arabie du Sud, région de la tribu d'Amr, les Zubaidi.

À l'époque de Mohammud, le clan Zubaidi de la confédération Qahtanite s'était scindé en deux divisions appelées Zubaid al-Kabir (Zubaid le grand) et Zubaid al-Asghar (Zubaid le moindre). Amr était originaire de la subdivision de Zubaid al-Asghar. Les Zubaid al-Asghar descendaient de la sous-branche du clan Banu Asam,. Le père d'Amr, Maʻadī Yakrib ibn Abd Allah, était le chef du clan, Il avait une sœur nommée Rayhanah, et un frère nommé Abd, tué par une tribu yéménite Madhhij d'une branche différente.
Amr serait né 75 ans avant l'hégire. Selon les sources classiques, Amr ibn Ma'adi Yakrib a vécu assez longtemps avant l'islam, puisqu'il a rencontré Abd al-Muttalib, grand-père de Mahomet, et Abraha, le chef de guerre aksumite.

### Batailles préislamiques
Sa carrière de raids, de pillages et de batailles a rempli la majeure partie de sa vie préislamique. Selon l'érudit yéménite mu'tazilite Nashwan ibn Sa'id Al-Hamiri, Amr ibn Ma'adi Yakrib avait une réputation mythique dans les chroniques préislamiques. Dans d'anciens poèmes, Amr avait vaincu et capturé de nombreux guerriers légendaires arabes tels qu'Amir ibn al-Tufail, le chef de la tribu Amir ibn Sa'sa'ah, Harith ibn Zalim al-Mari'i (ar), Abbas ibn Mirdas (ar), Antarah ibn Shaddad et Durayd ibn Summah al-Jashimi avant l'Islam,. Une tradition légendaire décrit les exploits extraordinaires d'Amr lorsqu'il a rencontré deux lionnes et a tué les deux bêtes en une occasion particulière.

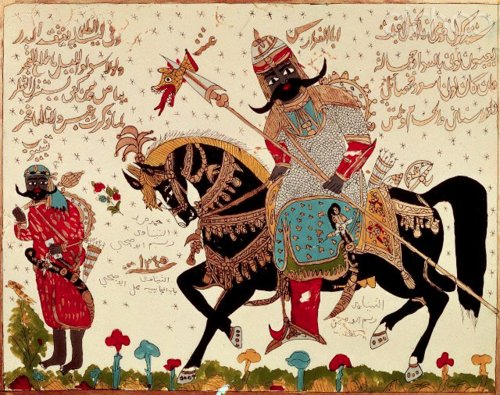
Antarah ibn Shaddad, ennemi de longue date d'Amr dans les poésies préislamiques

La confrontation entre Amr et Antarah était l'une des poésies les plus citées car elle était considérée comme l'affrontement entre deux des meilleurs poètes guerriers de leur époque,. L'épopée a été prise dans la longue poésie racontée par Abu al-ʽAbbās Thaʽlab. Le mémorial de leur conflit se retrouve dans les poésies d' Al-ʿIqd al-Farīd.
Sa confrontation avec Durayd, non moins importante car Durayd était connu comme un héros de Hawazin, qui avait connu plus d'une centaine de batailles au cours de sa vie, y compris les guerres Fijar, avant d'être tué dans la bataille de Hunain contre Muhammad. Abu Ubaydah Mu'ammar ibn Muthanna, célèbre littérateur et écrivain de Bassora au VIIIe siècle, a reconnu Amr, Antarah et Durayd comme trois des meilleurs cavaliers de leur époque,.

#### Yémen sassanide
Il est fait mention de l'implication d'Amr dans les longues guerres aksumites-perses, quand le ressenti des tribus arabes yéménites contre le régime axumite les a incité à former une coalition avec l'empire sassanide, par l'intermédiaire de Sayf ibn Dhi Yazan. Selon Tabari, l'alliance yéménite-sassanienne, moins nombreuse, a remporté une victoire "miraculeuse",  et a expulsé Aksum de la péninsule arabique.  Après la mort de Sayf due lors de la deuxième invasion Aksumite, Amr fut parmi les chefs de tribu à soutenir la résistance et a accepté de se battre sous le commandement de Badhan contre les Aksumites. Ils ont réussi à les repousser définitivement, le Yémen devenant une région de protectorat sassanide.
Cependant, les Arabes yéménites de Madhhij devenaient mécontents du règne des Sassanides, un autre envahisseur étranger, et ils se sont révoltés à nouveau. La révolte a été menée par les tribus arabes Madhhij désormais unies. Le premier affrontement contre les Sassanides a eu lieu dans la vallée de Madhab à Al-Jawf, au Ramadan 2 AH / 622 AD, et Amr a participé à cette bataille. Les Madhhij ont subi de lourdes pertes, de nombreux chefs de clan sont tombés, parmi les survivants Amr et son neveu, Qays ibn Maksuh.

### Conversion et insurrection pendant les guerres de Ridda

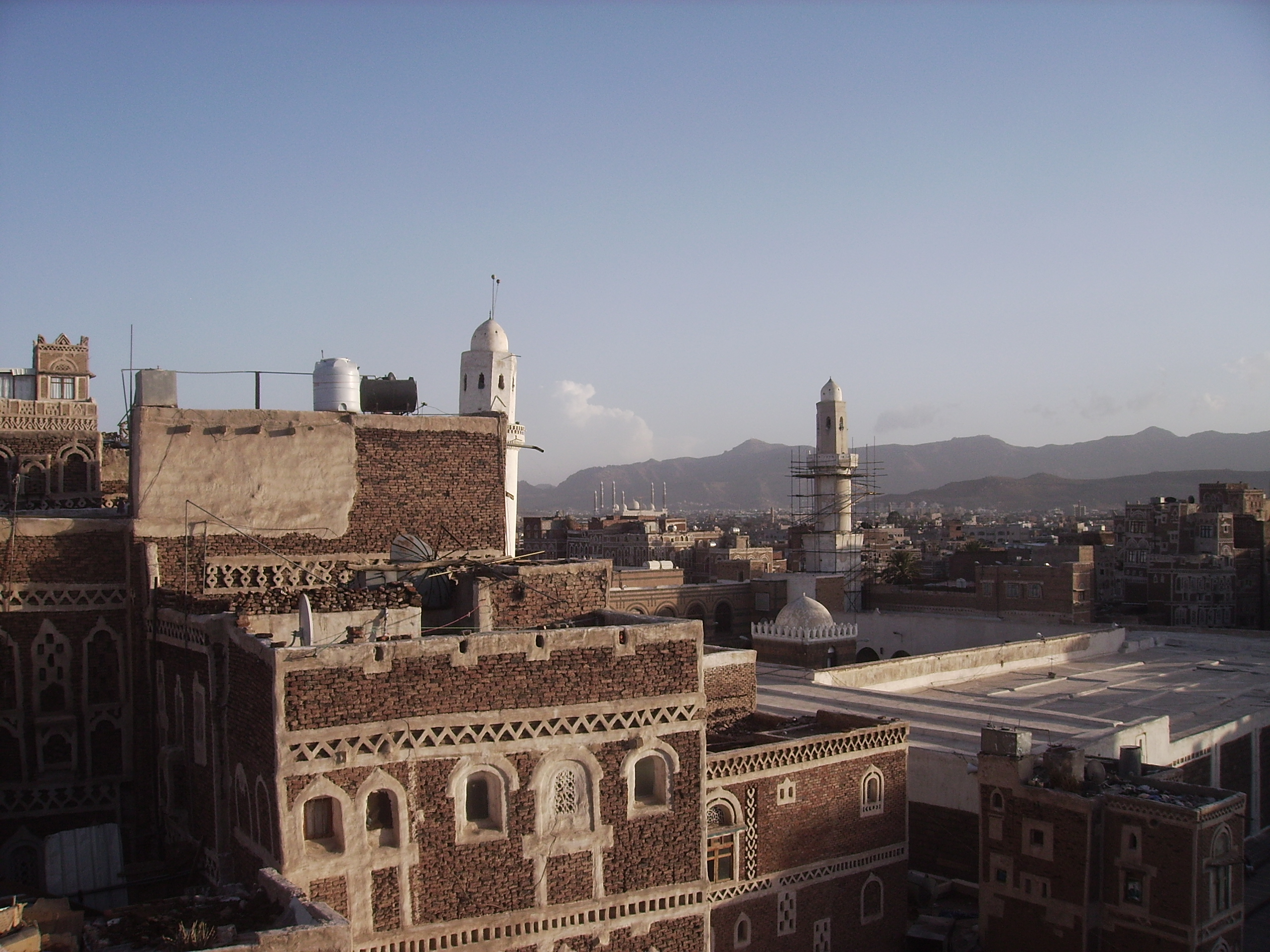
Grande Mosquée de Sanaa, la plus ancienne mosquée du Yémen construite vers 633.

Avant l'époque de l'islam, Amr et Tulayha, un autre célèbre chevalier préislamique originaire des Banu Asad, étaient embauchés à La Mecque par les Qurayshite dans certaines de leurs batailles contre des tribus opposées.
Au moment où Muhammad prêchait la foi islamique, Amr en entend parler et rencontre Muhammad. Amr exhortait Qays ibn Maksuh à l'accompagner pour vérifier la prophétie de Mahomet, ce que Qays a rejeté. Amr partit alors seul à la rencontre de Muhammad, qui l'impressionna et le poussa à se convertir à l'islam.
Son épée al-Samsarah, de type as-Sayf al-Qala'i, fût donnée en récompense à Khalid ibn Sa 'id quand celui-ci fut nommé administrateur de Muhammad au Yémen. Alors que Khalid ibn Sa'id était en route pour le Yémen, les membres de la tribu d'Amr, les Zubaydi sont ont surpris et attaqué Khalid. Ils furent capturés par ce dernier et Amr fût contrait de donner al-Samsara à Khalid comme garantie pour leur libération et leur permettre de rejoindre l'islam. Cette épée est vraisemblablement issue du commerce maritime arabo-indien, et selon Ali ibn al-Athir, est devenu la norme des armes de l'armée musulmane.
Après qu'Amr ait rencontré Muhammad, il a participé à la deuxième révolution Madhhij contre les occupants sassanides, où plusieurs Madhhij ont professé l'islam, dont Amr, Qais ibn Maksuh, Qais ibn Al-Hussein, Yazid bin Abdul Madan, Yazid ibn Al-Mahjal, Yazid ibn Al-Afkal et Yazid ibn Dhi Jarrah Al-Hamiri, impliqués dans cette deuxième tentative de reprendre le contrôle de leurs terres aux administrateurs sassanides. Cette fois, Amr et les autres chefs Madhhij ont réussi à vaincre la force sassanide d' Al-Abna ' et à expulser les éléments sassanides des régions où habitent les clans de Madhhij. Un gouverneur originaire de la tribu de Murad, Farwah ibn Musaik (ar),est nommé par Muhammad pour régir la Zakah et la charia de la région du Yémen.
Plus tard, pendant les guerres de Ridda, Qays a vaincu les forces du chef rebelle yéménite et prophète autoproclamé, Al-Aswad al-Ansi. Cependant, Amr et Qays se sont révoltés plus tard contre le califat d' Abou Bakr car tous deux n'étaient pas d'accord avec le nouvel administrateur nommé par le calife. Ils ont donc fait sécession de la direction de Farwah. Amr et Qays ibn Maksuh ont alors conspiré pour tuer trois envoyés du califat au Yémen. Amr et Qays ont participé à cette deuxième insurrection au Yémen. Cependant, les deux ont été vaincus par la force d'Ikrima ibn Abi Jahl Amr et Qays auraient été capturés par Fayruz al-Daylami. Selon ' Usd al-ghabah fi marifat al-Saḥabah, Amr est venu à Médine en tant que prisonnier et gardé par un soldat du califat nommé Al-Muhajir ibn Abi Umayya. Amr fût ensuite amené au calife Abu Bakr, qui l'a invité à nouveau à l'islam, ce qu'Amr a accepté. Amr étant alors gracié par le calife.

### Conquête musulmane du Levant

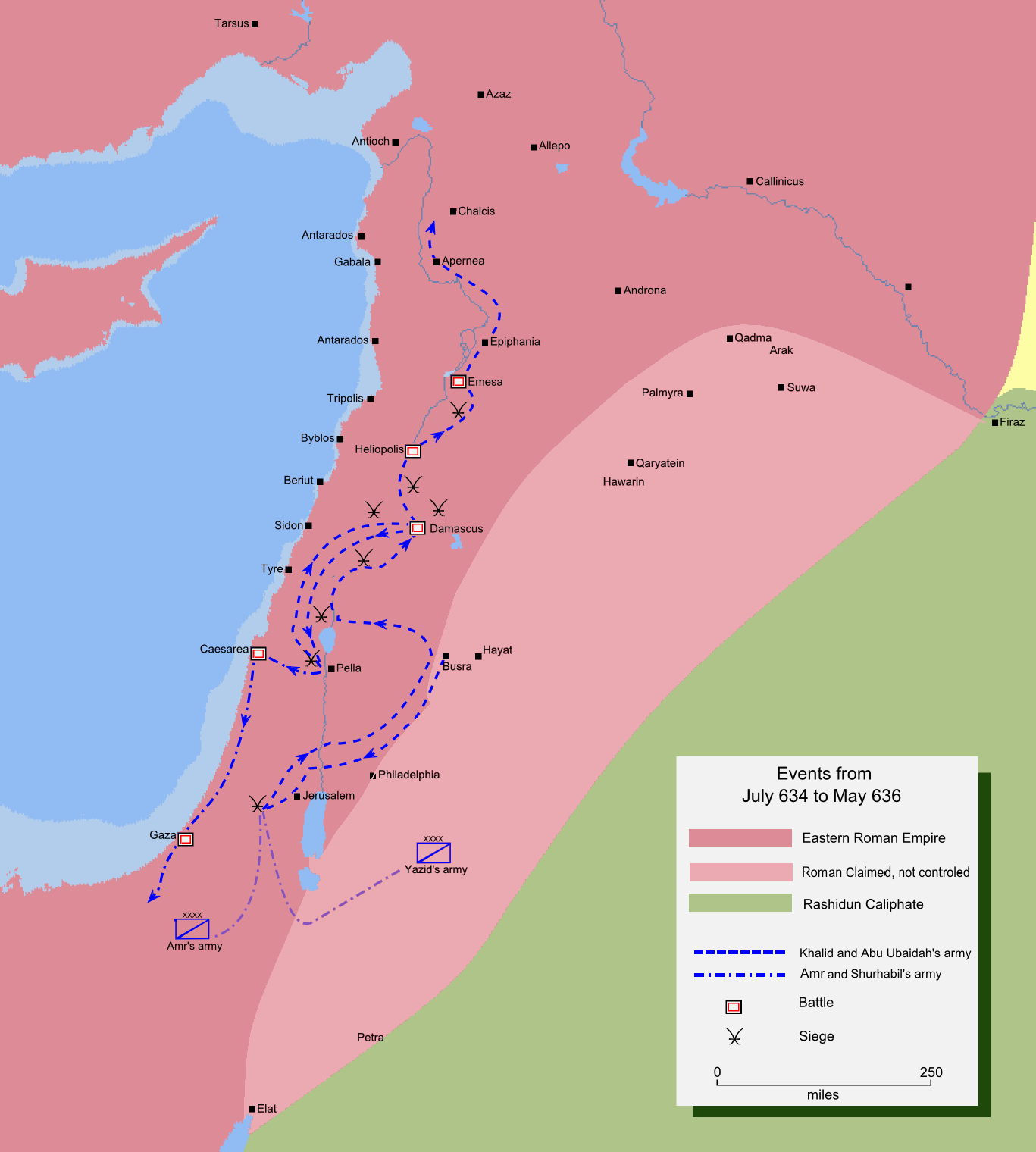
Carte détaillant l'itinéraire de l'invasion musulmane du centre de la Syrie.

Selon l'historien yéménite Sulaiman Issa, Amr a amené de nombreuses troupes de la tribu Zubaidi de Tihamah pour participer à la conquête musulmane du Levant. En 634, selon Hisham ibn al-Kalbi, après la chute de Khalid ibn Sa'id lors de la bataille de Marj al-Saffar, l'épée d'al-Samsara ayant appartenu auparavant à Amr a été retrouvée à côté de son corps sans vie. Mu'awiyah récupéra l'épée.

#### Siège de Damas
Plus tard, Amr a participé au siège de Damas, où son arrivée aux côtés d'Abu Sufyan ibn Harb a réjouie les troupes,. Thomas, le commandant de la garnison de Damas a décidé de mener la percée contre le siège en rassemblant des forces plus nombreuses vers la porte orientale, de sorte que Khalid ne puisse pas se déplacer et prendre le commandement dans ce secteur décisif. L'attaque de Thomas sur plusieurs portes a également donné plus de flexibilité à l'opération: un succès était obtenu dans un secteur autre que la porte de Thomas pourrait être exploité en envoyant des troupes dans ce secteur pour réaliser la percée. À la Porte Est, la situation est devenue grave, car une force byzantine plus importante avait été affectée à ce secteur, Rafay ibn Umayr n'a pas pu résister à leurs attaques. Seule l'arrivée opportune de Khalid avec ses 400 cavaliers vétérans et son attaque ultérieure sur le flanc romain marquèrent le tournant de la sortie à la porte orientale. Amr et Khalid se sont alors positionnés sur le devant de la porte est de Damas.

#### Campagne dans la province d'Emesa
Plus tard, Amr a participé au siège d'Émèse en 636 avec des soldats de la tribu Kindite, où il a marché avec Abu Ubayda ibn al-Jarrah, qui vennait de pacifier Jérusalem. Un commandant byzantin de Baalbek nommé Harbees a été envoyé à Homs en réponse au siège musulman de la ville. Puis, alors que les Harbees menaient une sortie pour tenter de briser l'encerclement, ils sont immédiatement entrés en collision avec les troupes de patrouille dirigées par Amr, Dhiraar ibn al-Azwar, Abdul Rahman ibn Abi Bakr, Rabia ibn Amr, Malik Al-Ashtar,. Les forces de Harbees ont été rapidement démolies par les troupes d'Amr, ce qui a permis la capture rapide de la ville d'Emesa privée de défense adéquate. Amr et Dhiraar continuent ensuite en menant plus de 5 000 soldats de cavalerie rejoignant Maysarah ibn Masruq pour assiéger Homs.
Plus tard, alors que la campagne dans le gouvernorat de Homs se poursuivait, Amr et une vingtaine de guerriers à cheval, Dhiraar ibn al-Azwar, Qais ibn Hubairah, Abdul-Rahman ibn Abi Bakr, Malik al-Ashtar, Auf ibn Salam, Sabr ibn kalkal, Mazin ibn Amr, Asid ibn Salamah, Rabia ibn Amr, Ikrimah bin Abi Jahl et d'autres sont entrés dans la ville d'Al-Rastan,. Pendant le siège d'al-Rastan, il est rapporté que le commandant suprême Abu Ubaydah, employant la tromperie militaire a permis à Amr et à environ 20 guerriers d'entrer dans la ville, et provoquant le chaos une fois à l'intérieur du mur tout en ouvrant le porte de l'intérieur et permettant aux armées musulmanes de submerger la défense, permettant ainsi à la ville d'être capturée malgré sa très forte défense de fortification.

#### Bataille de Yarmuk
Plus tard, Amr ibn Ma'adi-Yakrib a participé à la bataille du Yarmuk, où Amr a dirigé des soldats de son clan, le clan Zubaid, sur le flanc droit de l'armée. Amr a perdu un de ses yeux au cours de cette bataille. On dit qu'il a perdu la vue à cause de la variole.

### Conquête musulmane de la Perse
Alors que la bataille de Yarmuk était terminée, Sa`d ibn Abi Waqqas demanda au calife Umar ibn al-Khattab de lui envoyer des renforts pour la bataille d'al-Qadisiyya. Ibn Asakir dit que selon Abu Ubayda ibn al-Jarrah, commandant de l'armée de Rashidun au Levant, Amr faisait partie des dix-neuf vétérans qui ont participé à Yarmuk pour être envoyés à Qadisiyyah. Comme Umar a pris des précautions après le désastre lors de la bataille du pont, il a immédiatement ordonné à plusieurs commandants de prendre leurs détachements pour se rendre à Qadisiyyah, où le contingent Madhhij envoya 1 200 de leurs combattants avec trois chefs, Amr, Abu Suhra bin Dhu'ayb et Yazid ibn al-Harith as-Sada'i. Amr a été envoyé avec Tulayha et al-Qa'qa en tant que commandant à Qadisiyyah. Omar a donné des instructions à Sa'd à la fois à Amr et à Tulayha concernant les questions militaires, car Umar tenait à la fois la sagesse d'Amr et de Tulayha.

#### Bataille d'al-Qadisiyah
Après son arrivée à Qadisiyyah, Sa'ad ibn Abi Waqqas, le commandant suprême de l'armée en Irak, et l'armée en Irak se sont réjouis de l'arrivée d'Amr et de Tulayha, Amr a ensuite été envoyé par Sa'ad comme envoyé à Rostam lui donnant le choix entre la conversion à l'islam, la reddition et le paiement de l'hommage à Jizya, ou la guerre. Abu Ubaidah a témoigné dans un récit qu'Amr avait atteint l'âge de cent six ans alors qu'il fréquentait al-Qadisiyah.
La mort de Rostam a choqué l'ensemble des Sassanides, ce qui a incité Sa'ad à ordonner l'assaut général à tous les soldats musulmans et a mis fin aux batailles de quatre jours et abouti à l'anéantissement des principales forces sassanides rassemblées à Qadisiyyah. Au cours de cette bataille, l'armée musulmane a perdu l'un de ses héros les plus célèbres nommé Abu Mihjan al-Thaqafi, dont Amr été témoin de la mort.
Selon Muhammad Husayn Haykal, Amr a été récompensé d'un énorme butin de guerre de 2000 dirhams par Sa'ad pour son effort personnel étonnant dans la bataille de Qadisiyyah, bien qu'il n'ait pas gagné plus que ceux qui ont mémorisé le Coran. Selon le livre d'Abu al-Faraj as-Shi'i al-Isfahani, c'est au cours de cette bataille qu'Amr a révélé le nom de son épée, Dhu al-Nun, de son poème provocateur envers l'armée sassanide.

#### Bataille de Jalula

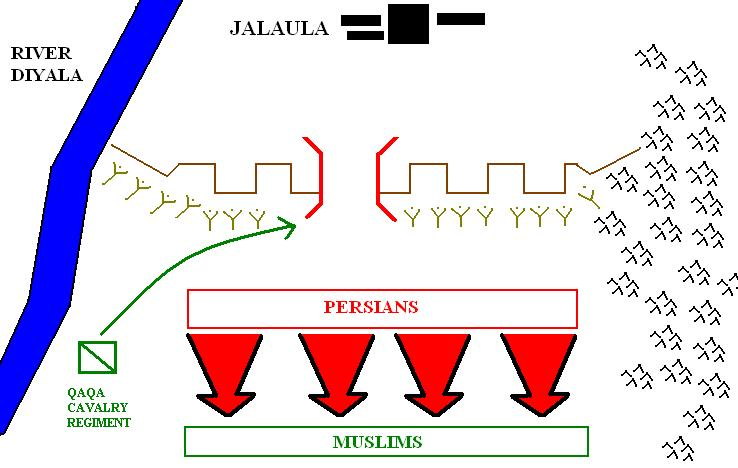
les unités de cavalerie sous Qa'qa et Amr capturant la tranchée derrière l'armée sassanide

Plus tard, Amr a participé à la bataille de Jalula, où il a rapporté avoir joué un rôle important au cours de cette bataille avec al-Qa'qa, Tulayha, Hijr ibn 'Adi et Qays ibn Maksuh. Selon Baladhuri, Amr a été nommé commandant de la cavalerie au cours de cette bataille. La nuit, Al-Qa'qa amène un certain nombre de cavaliers d'élite jusqu'à ce qu'ils atteignent la porte du fossé. Parmi ces cavaliers figurent des vétérans tels qu'Amr, Tulayha, Qays ibn Maksuh et Hijr ibn Adi, ainsi que plusieurs cavaliers du clan Zubaydi.

#### Poursuite de la conquête de la Perse et de la haute Mésopotamie
Plus tard, après l'établissement de la ville de garnison de Kufa, Amr faisait partie des notables du clan Madhhij qui s'installèrent à Kufa. Pendant le mandat de Sa'd ibn Abi Waqqas en tant que gouverneur de Kufa, il y a des accusations concernant le régime injuste de Sa'd en Irak, auxquelles Omar a répondu d'envoyer ses agents pour vérifier et interroger la population de Kufa concernant la conduite de Sa ' d pendant son règne, tandis que Sa'd lui-même est appelé à Médine pour interrogatoire. Puis, au tour de l'interview d'Amr, car pendant ce temps il séjourne à Kufa, Amr a témoigné pour la défense de Sa'd contre les plaintes selon Amr, la règle de Sa 'd étaient "... justes en droit, soucieux des pauvres, humbles de nature et justes lorsqu'ils donnent des récompenses... ".
Pendant le gouvernorat de Mujashi ibn Mas'ud al-Sulami à Bassorah, Mujashi a accordé à Amr une épée asiatique d' al-Qala'i, un esclave capable de cuire du pain, dix mille dirham, une jument poulain avec pedigree préservé d' al- Cheval Ghabra (type de cheval arabe de couleur poussière). Il est noté par l'écrivain cordouan Ibn ʿAbd Rabbih dans son anthologie, Al-ʿIqd al-Farīd que les Mujashi appartenaient aux Banu Sulaym, une tribu connue comme l'ennemi mortel de Zubaydi à laquelle appartenait Amr. Les Sulaim s'étaient engagés dans de nombreuses batailles contre Amr dans le passé. Cependant, Mujashi n'a pas porté de mauvaise volonté envers Amr et a plutôt reconnu la bravoure d'Amr, bien qu'à l'ère de l'Islam, il soit maintenant en position de supérieur d'Amr. Mujashi a même signalé avoir également lancé des récompenses supplémentaires telles que des boucliers, des épées et d'autres équipements de guerre.
Plus tard, Amr a continué à participer à une nouvelle expansion vers le territoire sassanide du Khorasan, où il a été envoyé par Abdallah ibn Amir pour servir sous Ahnaf ibn Qais pour étendre et soumettre les villes de Marw al-Rudh et Balkh. Cependant, leur avance s'est arrêtée à l'approche de l'hiver. Ahnaf a alors décidé qu'ils devraient retourner à Balkh et rester dans cette ville à la place.
Amr ibn Ma'dikarib participe à la poursuite des conquêtes du territoire persan, est maintenant sous le commandement de Rabi ibn Ziyad al-Harithi, qui s'étendait de Sawad, dans la province du Fars, jusqu'à ce qu'ils parviennent à atteindre et à capturer la région montagneuse de Makar.

#### Bataille de Nahavand & Mort
À la veille de la bataille de Nahāvand, le califat a entendu que les forces armées sassanides de Mah, Qom, Hamadan, Ray, Ispahan, Azerbaïdjan, et Nahavand s'est rassemblée dans la région de Nahavand pour contrer l'invasion musulmane. Umar a répondu en assemblant des conseils de guerre pour discuter de la stratégie pour faire face aux Sassanides à Nahavand. Comme les plans de bataille ont été établis, au début, le calife voulait diriger l'armée lui-même, cependant, Ali a exhorté le calife à déléguer à la place aux commandants de terrain. Il a décidé d'envoyer Amr, Zubayr ibn al-Awwam, Tulayha, Abdullah ibn Amr, Al-Ash'ath ibn Qays et d'autres sous le commandement d' Al-Nu'man ibn Muqrin en renfort à Nahavand. À leur arrivée à Nahavand, Amr a été envoyé en éclaireur pour recueillir des informations sur les forces ennemies avant la bataille. Amr a voyagé en trois jours pour explorer les champs autour de la région de Nahavand afin de recueillir des informations sur la force ennemie.
Cependant, Amr est tombé au cours de cette bataille. Avec son camarade Tulayha. Abu al-Farraj a enregistré qu'Amr avait été enterré avec Nu'man, le commandant également tombé au cours de cette bataille. Un autre enregistrement a rapporté qu'Amr était tombé en l'an 21 AH dans un endroit appelé Ruzah entre Ray et Qom, et y avait été enterré. Abu al-Faraj al-Isfahani, d'autre part, a rapporté d'un témoin nommé Khalid ibn Qatan que Khalid avait rencontré Amr, qui vivait encore pendant le califat d'Othmân ibn Affân. Bien qu'il ait jugé douteux car la chaîne du narrateur était faible. Pendant ce temps, il existe un autre récit tout aussi douteux enregistré par Al-Dinawari qui provient d'al-Farra selon lequel Amr ibn Ma'di-Yakrib vivait encore sous le règne de Mu'awiyah. Selon Abu Hanifa, le récit d'al-Farra a été retracé de manière ambiguë à une source introuvable.

### Islam
D'autre part, sur la base de commentaires critiques et d'examens des œuvres d'Al-Suyuti, Amr ibn Ma'di Yakrib était également connu comme plusieurs Sahabah qui avaient possédé plusieurs compréhensions concernant l' Asbab al-Nuzul ou la révélation de certains versets du Coran. Ibn Hichâm a rapporté l'avertissement d'Amr envers Qays ibn Makshuh, car Qays a menacé Salman ibn Rabia al-Bahili, administrateur de l'écurie du califat et Hima (chameaux reproducteurs massifs à Nejd), en conseillant au poète de se méfier d'une telle attitude orgueilleuse tout en lui rappelant le sort de la force des puissants peuples ʿĀd qui les ont précédés ne les aidant pas à leur éviter le désastre.

### Poésies
Pour Werner Daum Amr était probablement le plus célèbre et le plus légendaire des anciens héros arabes, qui parcourt le pays en quête d'honneur dans des batailles glorieuses et à travers la poésie à travers ses prouesses à l'épée.